# Love Hurts
Love Hurts – utwór muzyczny napisany przez kompozytora Boudleaux Bryanta, który pierwotnie nagrany został w 1960 roku przez duet The Everly Brothers.
W 1975 roku szkocki zespół Nazareth wydał własną wersję ballady rockowej, która znalazła się na albumie Hair of the Dog.
Singiel Brytyjczyków stał się światowym przebojem, osiągając pozycję 8. amerykańskiego zestawienia „Billboard” Hot 100 w 1976 roku. W notowaniu brytyjskiej listy przebojów, jako część EPki Hot Tracks, zajął pozycję 15.
Utwór wykorzystano w dwóch popularnych filmach: w komedii Uczniowska balanga (reż. Richard Linklater, 1993) oraz w horrorze Halloween (reż. Rob Zombie, 2007). A także jako tło muzyczne do napisów końcowych każdego z czterech odcinków miniserialu Scarlett (reż. John Erman, 1994).